# Luna de Mercurio
Un satélite natural en órbita a Mercurio, por un corto tiempo, se llegó a creer que existía. El 27 de marzo de 1974, dos días antes de que la Mariner 10 hiciera su sobrevuelo a Mercurio, los instrumentos comenzaron a registrar grandes cantidades de radiación ultravioleta en las proximidades de Mercurio que, de acuerdo con un astrónomo, "no tenía sentido que estuvieran allí". Al día siguiente, la radiación había desaparecido, reapareció tres días después, lo que parece proceder de un objeto que estaba, al parecer, separado de Mercurio. Algunos astrónomos especulan que habían detectado una estrella, pero otros argumentaron que el objeto debía ser una luna, citando las dos direcciones diferentes de la radiación emanada y la creencia de que esa alta energía de radiación no podía penetrar muy lejos a través del medio interestelar. De acuerdo a sus argumentos, la velocidad del objeto se calculó en 4 kilómetros por segundo (2,4 millas por segundo), lo que coincidía con la velocidad esperada de una supuesta luna.

## Una estrella en realidad
Sin embargo, enseguida, la "luna" se detectó alejándose de Mercurio, y fue, finalmente, identificada como una estrella, de la constelación del Cráter, 31 Crateris. El origen de la radiación detectada el 27 de marzo es todavía desconocida. 31 Crateris viene a ser una binaria espectroscópica con un período de 2,9 días, y eso pudo ser la fuente de la radiación ultravioleta.
La Luna de Mercurio, aunque no existe, supuso un importante descubrimiento en el astronomía: se comprobó que la radiación ultravioleta no estaba tan completamente difuminada por el medio interestelar como se pensaba anteriormente.

## Postulaciones modernas
La NASA propuso el nombre de Caduceo, el bastón que lleva el dios romano Mercurio, en caso de que un satélite fuese descubierto por la MESSENGER en órbita Mercurial. La observación de la luna de Mercurio desde la Tierra sería difícil debido a que Mercurio está demasiado cerca del Sol, desde la Tierra no se puede ver hasta que atardece, y la densa capa de atmósfera dificulta su observación de forma nítida, y es muy arriesgada dirigir los telescopios espaciales, como el Hubble, hacia el Sol ya que la intensidad podría estropear el objetivo de la cámara. Por ejemplo, Mercurio no fue observado en el espectro infrarrojo hasta 1995.